# World Cyber Games

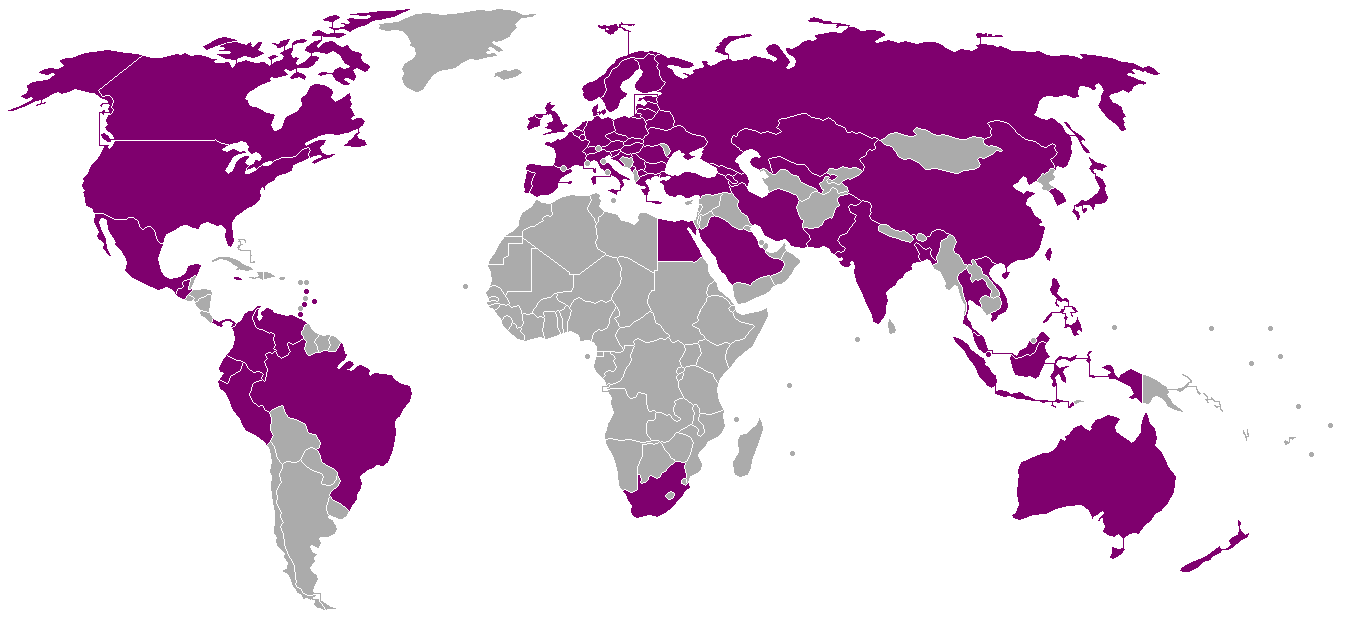
Länder med lila färg deltar.

World Cyber Games (WCG) är ett tävlingsevenemang i e-sport som arrangeras sedan år 2000.
Evenemanget anordnas av ett sydkoreanskt företag, International Cyber Marketing. Det första evenemanget hölls i Sydkorea men från år 2004 hålls det på olika platser varje år. År 2000 kallades evenemanget "World Cyber Games Challenge" och från och med 2001 kallas det "World Cyber Games". Deltagande länder anordnar kvaltävlingar och skickar en representant i varje spelkategori till huvudevenemanget. Bakom arrangemanget står stora hårdvaru- och datorföretag som sponsrar med prispengar upp till 400 000 amerikanska dollar.

## Historia över WCG-finalerna
| Tävling         | Datum                       | Prispengar (USD) | Plats                                 | Deltagare                              | Officiella spel |
| (WCG Challenge) | 7–15 oktober 2000           | $200 000         | Everland, Seoul, Sydkorea             | 174 spelare från 17 länder             | Quake III Arena FIFA 2000 Age of Empires II StarCraft: Brood War |
| WCG 2001        | 5–9 december 2001           | $300 000         | COEX Convention Hall, Seoul, Sydkorea | 430 spelare från 37 länder             | Quake III: Arena FIFA 2001 Age of Empires II StarCraft: Brood War Unreal Tournament Counter-Strike |
| WCG 2002        | 28 oktober–3 november 2002  | $300 000         | Expo Park, Daejeon, Sydkorea          | 462 spelare från 45 länder             | Quake III: Arena FIFA World Cup 2002 Age of Empires II StarCraft: Brood War Unreal Tournament Counter-Strike |
| WCG 2003        | 12–19 oktober 2003          | $350 000         | Olympic Park, Seoul, Sydkorea         | 562 spelare från 55 länder             | Warcraft III FIFA 2003 Age of Mythology StarCraft: Brood War Unreal Tournament 2003 Counter-Strike Halo: Combat Evolved |
| WCG 2004        | 6–10 oktober 2004           | $400 000         | San Francisco, U.S.                   | Nästan 600 spelare från över 60 länder | Counter-Strike: Condition Zero FIFA 2004 Need for Speed: Underground StarCraft: Brood War Unreal Tournament 2004 Warcraft III: The Frozen Throne Halo: Combat Evolved Project Gotham Racing 2 |
| WCG 2005        | November 2005               | $400 000         | Singapore                             | 800 spelare                            | Counter-Strike: Source FIFA 2005 Need for Speed: Underground 2 StarCraft: Brood War Warcraft III: The Frozen Throne Warhammer 40,000: Dawn of War Dead or Alive Ultimate Halo 2 |
| WCG 2006        | Oktober 2006                | $462 000         | Monza, Italien                        | 700 spelare                            | Counter-Strike 1.6 FIFA 06 Need for Speed: Most Wanted StarCraft: Brood War Warcraft III: The Frozen Throne Dawn of War: Winter Assault Dead or Alive 4 Project Gotham Racing 3 |
| WCG 2007        | Oktober 2007                | $448 000         | Seattle, USA                          | 700 spelare                            | Counter-Strike 1.6 FIFA 2007 Need for Speed: Carbon StarCraft: Brood War Warcraft III: The Frozen Throne Command & Conquer 3 Tiberium Wars Age of Empires III: The WarChiefs Carom3D |
| WCG 2008        | November 2008               | $470 000         | Köln, Tyskland                        | 800 spelare från 78 länder             | Warcraft III: The Frozen Throne StarCraft: Brood War Half-Life: Counter-Strike FIFA 08 Need for Speed: Pro Street Command & Conquer 3: Kane's Wrath Age of Empires III: The Asian Dynasties Carom3D Red Stone Project Gotham Racing 4 (Xbox 360) Guitar Hero III: Legend of Rock Halo 3 Virtua Fighter 5 Online Asphalt 4: Elite Racing                                                              |
| WCG 2009        | 11–15 november 2009         | $500 000         | Chengdu, Kina                         | 600 spelare från 65 länder             | StarCraft: Brood War (1v1) – (PC) Warcraft III: The Frozen Throne (1v1) – (PC) Counter-Strike 1.6 (5v5) – (PC) FIFA 09 (1v1) – (PC) TrackMania Nations Forever (1v1) – (PC) Red Stone (4v4) – (PC) Carom3D (1v1) – (PC) Virtua Fighter 5 (1v1) – (Xbox 360) Guitar Hero: World Tour (1v1) – (Xbox 360) Wise Star 2 (1v1) – (Mobile) Asphalt 4 (1v1) – (Mobile) Dungeon & Fighter – (PC) (Promo Game) |
| WCG 2010        | 30 september–3 oktober 2010 | $250 000         | Los Angeles, USA                      | 450 från 58 länder                     | Carom3D Counter-Strike FIFA Soccer 10 StarCraft: Brood War TrackMania Nations Forever Warcraft III: The Frozen Throne Forza Motorsport 3 Guitar Hero 5 Tekken 6 Asphalt 5 League of Legends (Promo Game) Lost Saga (Promo Game) Quake Wars Online (Promo Game) |
| WCG 2011        | 8–11 december 2011          |                  | Busan, Sydkorea                       |                                        | Tekken 6 Counter-Strike 1.6 Crossfire World of Warcraft: Cataclysm League of Legends StarCraft II: Wings of Liberty Warcraft III: The Frozen Throne FIFA 2011 Carom3D - (Promo Game) Dungeon & Fighter – (Promo Game) Lost Saga – (Promo Game) |
| WCG 2012        | 29 november–2 december 2012 |                  | Kunshan, Kina                         |                                        | CrossFire Sudden Attack Dota 2 StarCraft II: Wings of Liberty Warcraft III: The Frozen Throne FIFA 12 Counter-Strike Online Defense of the Ancients QQ Speed World of Tanks |